# ハイハマボッス
ハイハマボッス（這浜払子、学名：Samolus parviflorus）は、サクラソウ科ハイハマボッス属の多年草。別名、ヤチハコベ。

## 特徴
茎は細く、分枝し、斜上して、高さは10-30cmになる。全体に無毛。根出葉は長い葉柄がある。茎葉は互生し、葉身は倒卵形または広楕円形で、長さ2-6cm、幅1-2cm、先端は円く、縁は全縁、基部は狭まって細い葉柄となる。上部にいくにしたがって葉は小さくなる。葉質はやや膜質で、裏面に赤褐色の細点が散在する。大きい個体は倒伏する傾向がある。
花期は6-8月。茎の先に総状花序をつけ、まばらに10-20個の白い花をつける。花柄は長さ1-2cmになり、細く、斜開し、途中に披針形の小苞がある。萼は鐘形で先は5裂し、子房と合着する。花冠は径2-3mmと小さく、5裂し、短い花筒がある。雄蕊は5個、花冠裂片と互生の位置に仮雄蕊が5個ある。果実は球形の蒴果で径2.5mmになり、先が5裂して種子を散らす。

## 分布と生育環境
日本では、北海道（石狩地方以南）、本州（東北地方、千葉県、日本海側）に分布し、海岸付近の湿地だけでなく、内陸の山地の湖や池沼のほとりの湿地、渓流畔などに稀に生育する。日陰でやや湿った環境を好む。国外では、北アメリカに分布する。

## 名前の由来
和名ハイハマボッスは「這浜払子」の意。オカトラノオ属のハマボッス（浜払子）に似て、茎がやや地を這うのでいう。
種小名（種形容語） parviflorus は、「小型の花の」の意味。

## ギャラリー

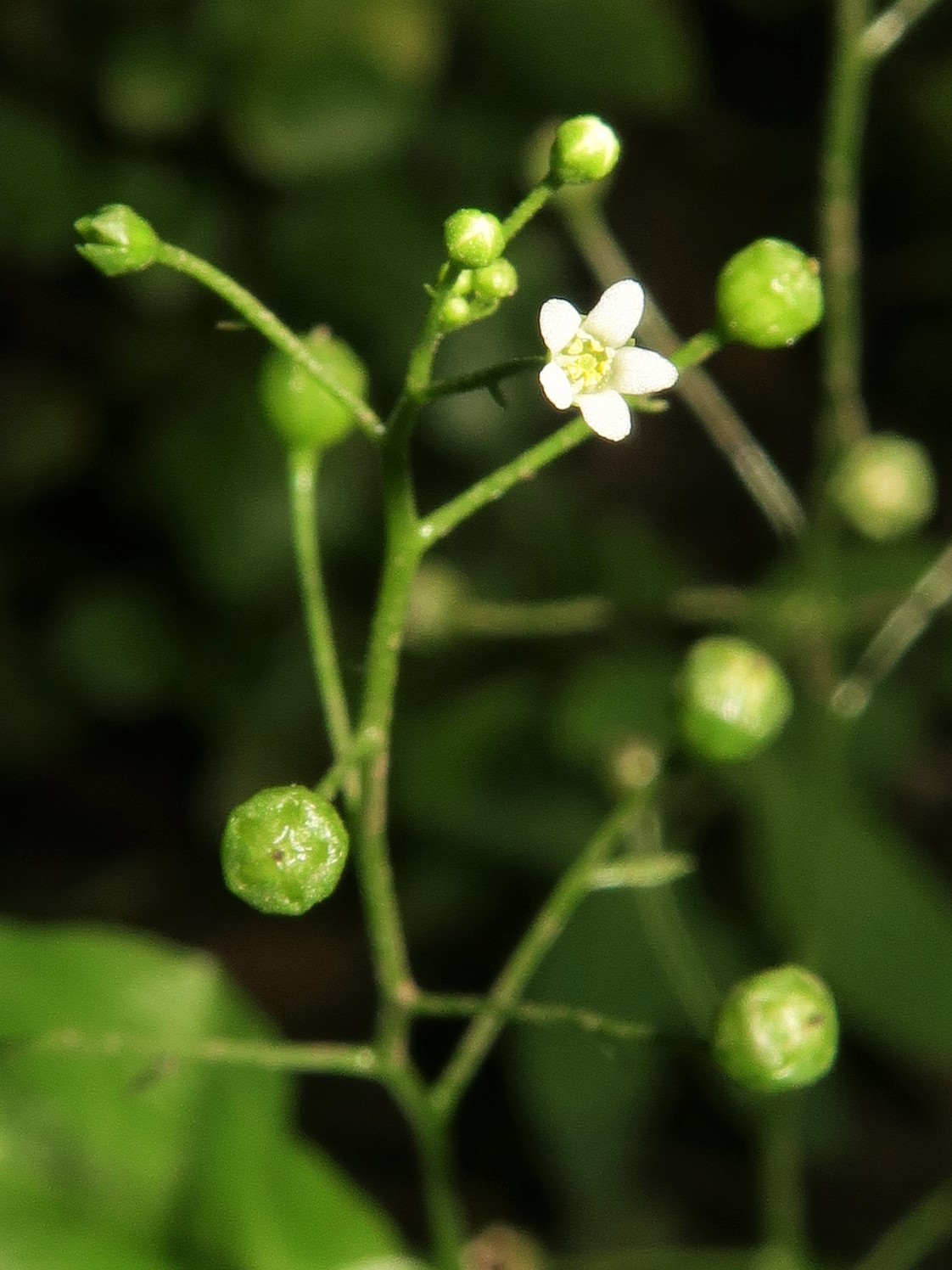
花冠は白色で、小さく、5裂する。
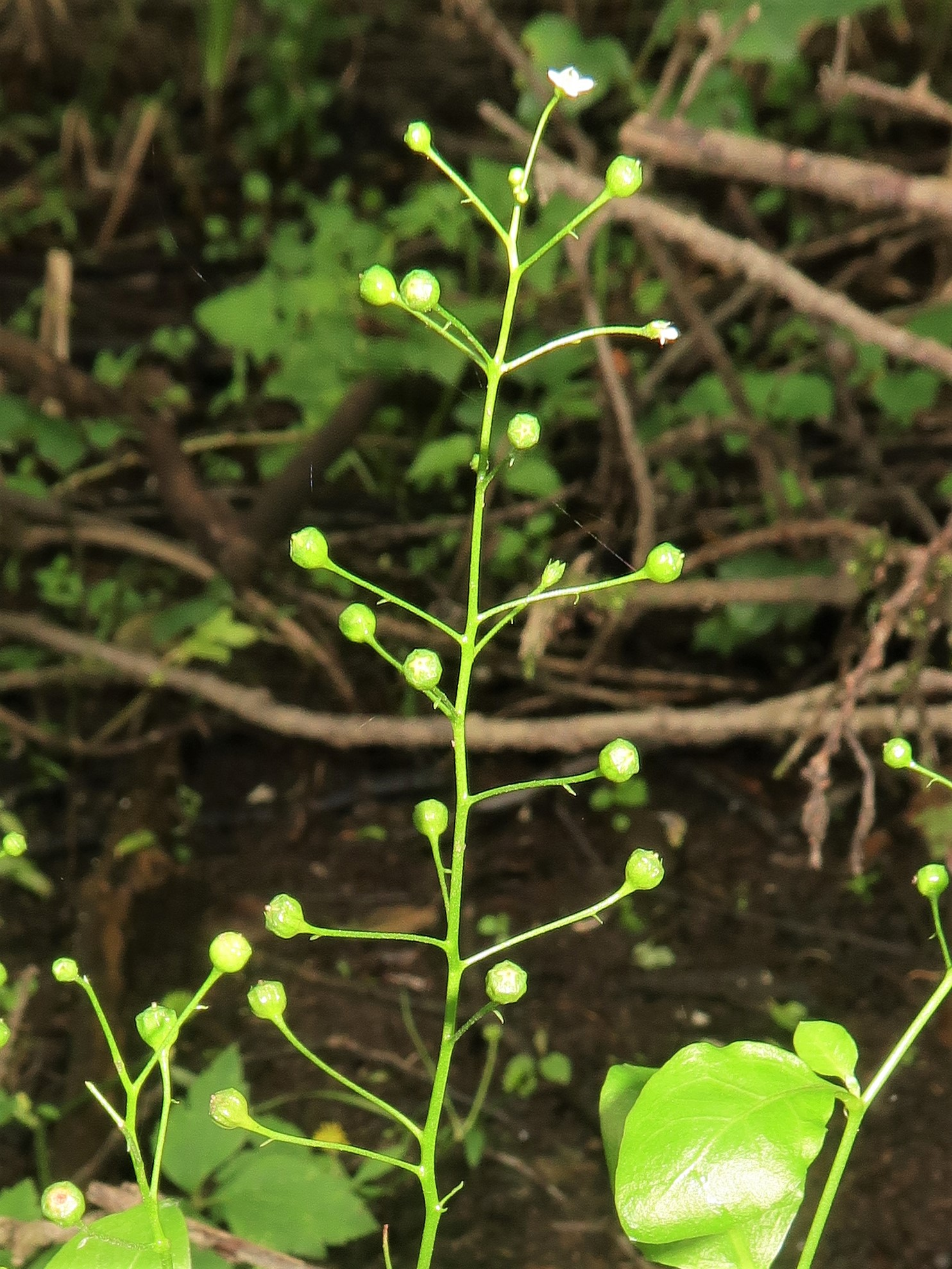
総状花序につけ、まばらに10-20個の花をつける。花柄の途中に披針形の小苞がある。
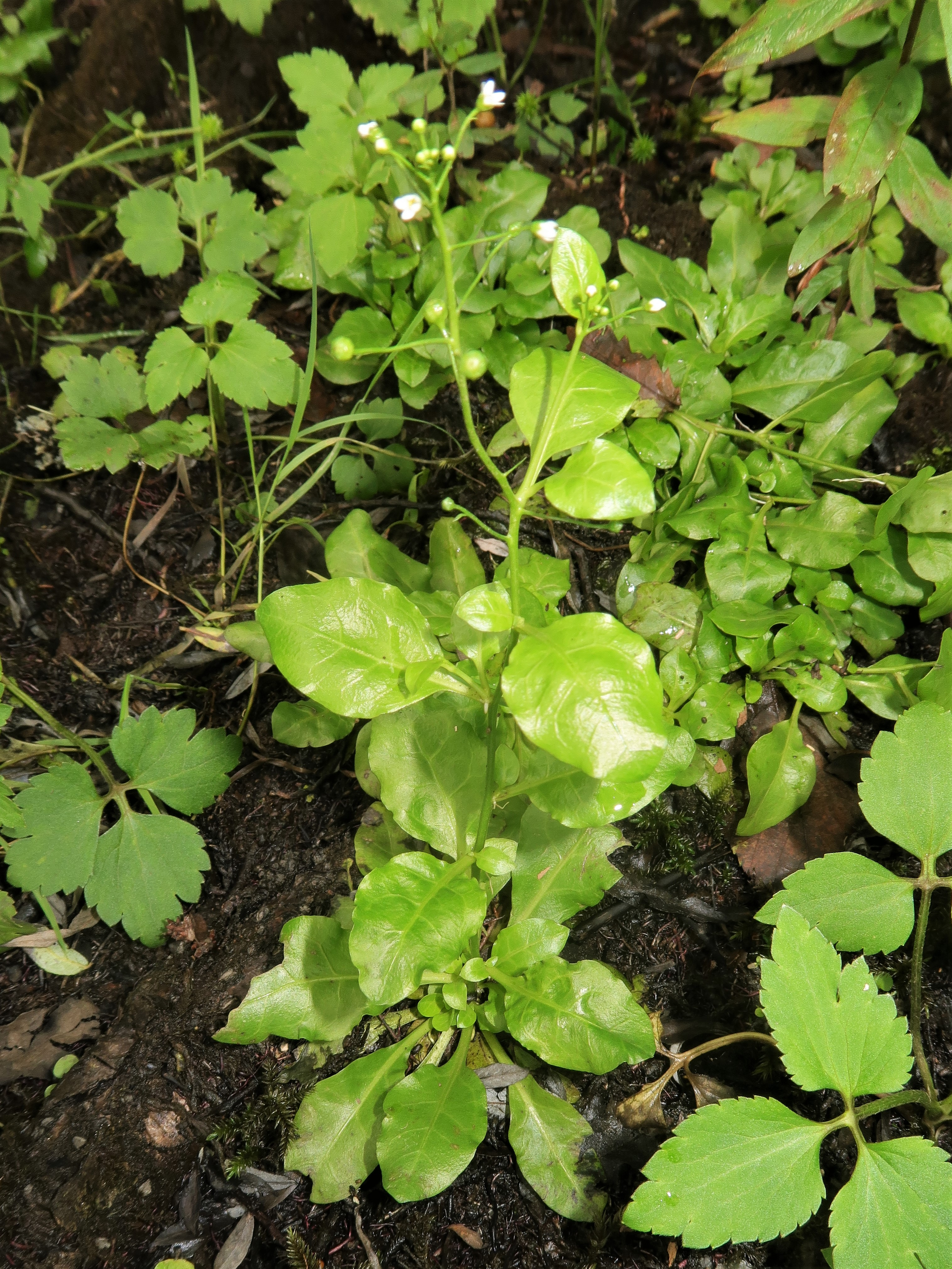
根出葉に長い葉柄がある。茎葉は互生し、先は円い。
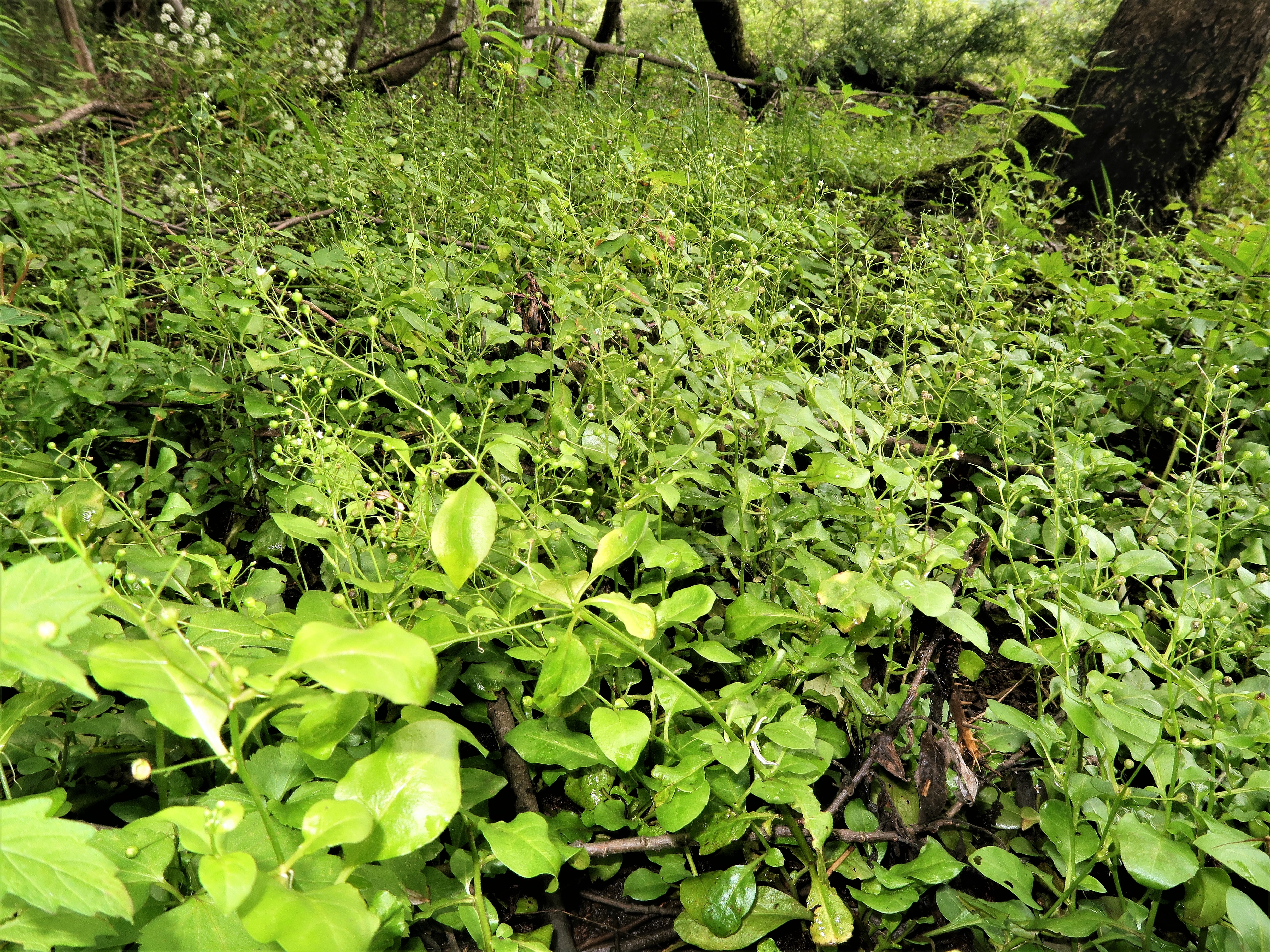
群生しているもの。個体が大きいものは倒伏する傾向がある。

## 保全状況評価
準絶滅危惧（NT）（環境省レッドリスト）
（2019年、環境省）

## ハイハマボッス属
ハイハマボッス属（ハイハマボッスぞく、学名：Samolus）は、サクラソウ科の属。世界に約10種知られ、多くは南半球の海岸に分布し、2種が北半球の温帯の海岸に分布する。
海岸などに生える無毛の多年草。茎は斜上し、葉は互生する。葉は線形または倒卵形で、縁は全縁。茎の上部に総状花序をつけ、まばらに小さな花をつける。花柄の途中に苞がある。雄蕊は５個、仮雄蕊が5個ある。子房は中位で萼と合着し、球形になる。種子は四面体状楕円形となり、稜があり、表面は滑らか。
なお、YList や Flora of North America. では、日本と北アメリカに分布する Samolus parviflorus Raf. （和名：ハイハマボッス）を独立種として扱っているが、The Plant List では主としてヨーロッパに分布する Samolus valerandi L.（英語）のシノニムとしている。また、Tropicos では、同種の亜種 S. valerandi subsp. parviflorus (Raf.) Hultén として扱っている。